# تورن، بدفوردشر
تورن (به انگلیسی: Thorn) یک روستا در بریتانیا است که در بدفوردشر مرکزی واقع شده‌است.